# 메노 모소
메노 모소는 대한민국의 음악 그룹이다. 2015년 정규 앨범 《Time Will Tell》로 데뷔했다.

## 음반
- Time Will Tell (2015)
- Nostalgia (2020)